# 52 verde vízibusz (Velence)
Az eredeti velencei 52 verde („zöld”) jelzésű vízibusz a Lido és Murano között közlekedett. A viszonylatot az ACTV üzemeltette.
A járat nevében a verde a táblájának alapszínére utalt, megkülönböztetve az 52 viola nevű járattól.

## Története
Az 52-es járatok a régi 5-ös és a 2-es összevonásával keletkeztek. Az eredeti 5-ösből lett az 52 verde, míg az 5/-esből az 52 viola nevű járat. Ezzel egyben szétválasztották a régi „Circolare Destra” és „Circolare Sinistra” nevű, a várost megkerülő irányt jelző járatokat is az azóta már megszűnt 23-as járat segítségével. Az 52-esek 1996-tól 1998-ig közlekedtek. Később a járatokat ismét átszervezték, ellentétes irányban közlekedő párokra bontották, de maga az útvonal is több részre lett osztva, így születtek meg az 41/42-es, 51/52-es, 61/62-es és 71/72-es járatpárok.
Az 52 verde járat története:
| Időszak     | Járat- szám | Megállók |
| ----------- | ----------- | --- |
| 1978 – 1983 | 5           | Riva degli Schiavoni – Tana – Celestia – Ospedale Civile – Fondamente Nuove – Isola San Michele – Murano (Navagrero) – Murano (Museo) – Murano (Fondamenta Venier) – Murano (Serenella) – Murano (Navagero) – Murano (Faro) – Murano (Colonna) – Isola San Michele – Fondamente Nuove – Madonna dell’Orto – San Alvise – Ponte Tre Archi – Ponte Guglie – Ferrovia – Piazzale Roma – Zattere – Santa Eufemia – Redentore – Ostello – San Giorgio Maggiore – Riva degli Schiavoni |
| 1984 – 1995 | 5           | Riva degli Schiavoni – Tana – Celestia – Ospedale Civile – Fondamente Nuove – Isola San Michele – Murano (Navagrero) – Murano (Museo) – Murano (Fondamenta Venier) – Murano (Serenella) – Murano (Navagero) – Murano (Faro) – Murano (Colonna) – Isola San Michele – Fondamente Nuove – Madonna dell’Orto – San Alvise – Ponte Tre Archi – Ponte Guglie – Ferrovia – Piazzale Roma – Zattere – Santa Eufemia – Redentore – Ostello – San Giorgio Maggiore – Riva degli Schiavoni |
| 1984 – 1995 | 5/          | Riva degli Schiavoni – Sant’Elena – Murano (Navagrero) – Murano (Museo) – Murano (Fondamenta Venier) – Murano (Serenella) – Murano (Navagero) – Murano (Faro) – Murano (Colonna) – Ponte Tre Archi – Ponte Guglie – Ferrovia – Piazzale Roma – Tronchetto A (1991-től) – Tronchetto B (1991-től) |
| 1996 – 1998 | 23          | San Zaccaria (Iolanda) – Tana – Celestia – Ospedale Civile – Fondamente Nuove – Cimitero – Murano (Navagero) – Murano (Faro) – Murano (Colonna) – Cimitero – Fondamente Nove – Ospedale Civile – Celestia – Tana – San Zaccaria (Iolanda) (Csak ebben az irányban) |
| 1996 – 1998 | 52 verde    | Lido (Santa Maria Elisabetta) – Sant’Elena – Giardini Biennale – San Zaccharia (Iolanda) – Zattere – Santa Marta – Piazzale Roma – Ferrovia (Bar Roma) – Ponte di Guglie – Ponte di Tre Archi – San Alvise – Madonna dell’Orto – Fondamente Nove – Cimitero – Murano (Colonna) – Murano (Serenella) – Murano (Fondamenta Vernier) – Murano (Museo) – Murano (Navagero) – Murano (Faro) – Murano (Colonna) – Cimitero – Fondamente Nove – Madonna dell’Orto – San Alvise – Ponte di Tre Archi – Ponte di Guglie – Ferrovia (Bar Roma) – Piazzale Roma – Santa Marta – Zattere – San Zaccaria (Iolanda) – Giardini Biennale – Sant’Elena – Lido (Santa Maria Elisabetta) (Csak ebben az irányban) |
| 1996 – 1998 | 52 viola    | Piazzale Roma (Santa Chiara) – Sacca Fisola – Sant’Eufemia – Zitelle – San Zaccaria (Iolanda) – Tana – Celestia – Ospedale Civile – Fondamente Nove – Cimitero – Murano (Colonna) – Murano (Serenella) – Murano (Fondamenta Vernier) – Murano (Museo) – Murano (Navagero) – Murano (Faro) – Murano (Colonna) – Fondamente Nove – Ospedale Civile – Celstia – Tana – San Zaccaria (Iolanda) – Zitelle – Sant’Eufemia – Sacca Fisola – Piazzale Roma (Santa Chiara) (csak ebben az irányban) |

## Megállóhelyei
| sz. | idő (perc) | megállóhely neve             | látnivalók                                 |
| --- | ---------- | ---------------------------- | ------------------------------------------ |
| 0   | 0          | Lido, Santa Maria Elisabetta | Santa Maria Elisabetta                     |
| 1   | 5          | Sant’Elena                   | Sant'Elena                                 |
| 2   | 9          | Giardini Biennale            | Giardini Biennale                          |
| 3   | 15         | San Zaccaria (Iolanda)       | Szent Márk tér, Dózse-palota, San Zaccaria |
| 4   | 27         | Zattere                      | Zattere                                    |
| 5   | 32         | Santa Marta                  | (nemzetközi kikötő), Santa Marta           |
| 6   | 42         | Piazzale Roma                |                                            |
| 7   | 46         | Ferrovia (Bar Roma)          | Scalzi                                     |
| 8   | 50         | Ponte di Guglie              | Ghetto                                     |
| 9   | 54         | Ponte di Tre Archi           | Ghetto                                     |
| 10  | 56         | San Alvise                   | San Alvise, Ospedale Psichiatrico          |
| 11  | 59         | Madonna dell'Orto            | Madonna dell'Orto                          |
| 12  | 64         | Fondamenta Nuove             | Gesuiti                                    |
| 13  | 71         | Cimitero                     | Cimitero (Temető)                          |
| 14  | 74         | Murano, Colonna              |                                            |
| 15  | 76         | Murano, Serenella            |                                            |
| 16  | 78         | Murano, Fondamenta Venier    |                                            |
| 17  | 81         | Murano, Museo                | Museo Vetrario                             |
| 18  | 83         | Murano, Navagero             |                                            |
| 19  | 85         | Murano, Faro                 | Faro, Stazione Sperimentale del Vetro      |
| 20  | 87         | Murano, Colonna              |                                            |
| 21  | 90         | Cimitero                     | Cimitero (Temető)                          |
| 22  | 97         | Fondamenta Nuove             | Gesuiti                                    |
| 23  | 102        | Madonna dell'Orto            | Madonna dell'Orto                          |
| 24  | 104        | San Alvise                   | San Alvise, Ospedale Psichiatrico          |
| 25  | 106        | Ponte di Tre Archi           | Ghetto                                     |
| 26  | 111        | Ponte di Guglie              | Ghetto                                     |
| 27  | 116        | Ferrovia (Bar Roma)          | Scalzi                                     |
| 28  | 119        | Piazzale Roma                |                                            |
| 29  | 129        | Santa Marta                  | (nemzetközi kikötő), Santa Marta           |
| 30  | 134        | Zattere                      | Zattere                                    |
| 31  | 146        | San Zaccaria (Iolanda)       | Szent Márk tér, Dózse-palota, San Zaccaria |
| 32  | 152        | Giardini Biennale            | Giardini Biennale                          |
| 33  | 156        | Sant’Elena                   | Sant'Elena                                 |
| 34  | 161        | Lido, Santa Maria Elisabetta | Santa Maria Elisabetta                     |